# David Marciano
David Marciano (Newark (New Jersey), 7 januari 1960) is een Amerikaans acteur.
Marciano is het meest bekend van zijn rol als rechercheur Steve Billings in de televisieserie The Shield, waar hij in 42 afleveringen speelde (2005-2008).

## Biografie
Marciano heeft biomedische technologie gestudeerd aan de Northeastern University in Boston, na een valse start in zijn studies stapte hij over naar economie en boekhouding. Tijdens het tweede jaar van zijn studie besloot hij acteur te worden en stopte hij zijn studie. In 1985 verhuisde hij naar Californië voor zijn acteercarrière.
Marciano is vanaf 1991 getrouwd en heeft drie kinderen.

## Filmografie

### Films
Uitgezonderd korte films.
- 2023 Ezra - als rechercheur Harrelson
- 2014 Lost Angels - als Harold
- 2012 Frankie Go Boom – als David
- 2012 Blue-Eyed Butcher – als rechercheur
- 2011 Few Options – als Russ
- 2011 Red State – als agent Eccles
- 2006 Intellectual Property – als aankondiger
- 2004 Around the Bend – als rechercheur
- 1999 Kilroy – als Carl
- 1999 Dark Spiral – als A.D.
- 1994 Eyes of Terror – als Kenneth Burch
- 1993 Gypsy – als ??
- 1990 Maverick Square – als No Luck Sal
- 1989 Harlem Nights – als Tony
- 1989 Lethal Weapon 2 – als politieagent
- 1989 Kiss Shot – als Rick Powell
- 1988 Police Story: Gladiator School – als Monte Fontaine
- 1988 Street of Dreams – als Bando

### Televisieseries
Uitgezonderd eenmalige gastrollen.
- 2016-2020 Bosch - als Brad Conniff - 13 afl.
- 2016-2017 Shooter - als Howard Utey - 8 afl.
- 2011-2013 Homeland – als Virgil – 22 afl.
- 2005-2008 The Shield – als rechercheur Steve Billings – 42 afl.
- 2002 The Mind of the Married Man – als dr. Paul Gianni – 4 afl.
- 2000-2001 Judging Amy – als Len Mildmay – 7 afl.
- 2001 Providence – als George – 2 afl.
- 1999 Diagnosis Murder – als Eddie Michaels – 2 afl.
- 1994-1999 Due South – als Ray Vecchio – 44 afl.
- 1998 The Last Don II – als Giorgio Clericuzio – miniserie
- 1997 The Last Don – als Giorgio Clericuzio – miniserie
- 1993 Reasonable Doubts – als Billy Gordon – 2 afl.
- 1991-1993 Civil Wars – als Jeffrey Lassick – 36 afl.

- Bibliothèque nationale de France: cb156168373 (data)
- International Standard Name Identifier: 0000 0000 0497 1817
- Library of Congress Control Number: no2012028513
- Système universitaire de documentation: 175272301
- Virtual International Authority File: 27390956
- WorldCat: E39PBJm4TbKhffVMbJpG44JRrq